# NGC 3853
NGC 3853 ist eine elliptische Galaxie vom Hubble-Typ E4 im Sternbild Löwe an der Ekliptik. Sie ist schätzungsweise 145 Millionen Lichtjahre von der Milchstraße entfernt und hat einen Durchmesser von etwa 70.000 Lj. 

Im selben Himmelsareal befindet sich u. a. die Galaxie NGC 3828.
Das Objekt wurde im Jahr 1871 von Alphonse Borrelly entdeckt.